# Chamyne
Chamyne (altgriechisch Χαμύνη Chamýnē) ist ein Beiname, ein Epitheton, der griechischen Göttin Demeter, unter dem sie in Elis verehrt wurde.
Pausanias berichtet von einem in der Nähe von Olympia gelegenen Tempel der Demeter Chamyne, dessen Priesterin bei den Olympischen Spielen ein besonderer Platz zugestanden habe. Pausanias nennt zwei verschiedene Erklärungen für den Ursprung des Beinamens: Er wird entweder mit der Erdspalte in Zusammenhang gebracht, durch die in der griechischen Mythologie der Unterweltgott Hades den Raub der Persephone in die Unterwelt durchführt, oder er geht auf einen Pisaten namens Chamynos zurück, der von dem pisatischen Tyrannen Pantaleon getötet und aus dessen Besitz der Tempel errichtet wurde.
Etymologisch wird das Epitheton, wie beim Namen der litauischen Erdgöttin Zamyna, auf die indogermanische Wurzel ghamina ‚die Erde betreffend‘ (daraus abgeleitet die griechische Wurzel χαμα(ι)- chama(i)-, deutsch ‚Erde‘) zurückgeführt.